# Isa Sakamoto
Isa Sakamoto (坂本 一彩?, Sakamoto Isa; Kumamoto, 26 agosto 2003) è un calciatore giapponese, attaccante del Westerlo in prestito dal Gamba Osaka.

## Carriera

### Club
Sakamoto è cresciuto nel settore giovanile del Gamba Osaka, con cui ha debuttato il 2 marzo 2022 nell'incontro di Coppa J.League pareggiato 2-2 contro l'Oita Trinita. Ha segnato il suo primo gol il 29 giugno, in J1 League contro il Sanfrecce Hiroshima.
IL 29 dicembre seguente è stato ceduto in prestito al Fagiano Okayama per tutto il 2023. Rientrato al Gamba dopo una stagione in cui ha giocato con buona frequenza, è stato confermato in rosa per la stagione 2024.

### Nazionale
Nel 2023 è stato convocato dal Giappone Under-20 per disputare la Coppa d'Asia Under-20 ed il campionato mondiale Under-20.

## Statistiche

### Presenze e reti nei club
Statistiche aggiornate al 11 giugno 2024.
| Stagione        | Squadra          | Campionato      | Campionato | Campionato | Coppe nazionali | Coppe nazionali | Coppe nazionali | Coppe continentali | Coppe continentali | Coppe continentali | Altre coppe | Altre coppe | Altre coppe | Totale | Totale | Totale |
| Stagione        | Squadra          | Comp            | Pres       | Reti       | Comp            | Pres            | Reti            | Comp               | Pres               | Reti               | Comp        | Pres        | Reti        | Pres   | Reti   |        |
| --------------- | ---------------- | --------------- | ---------- | ---------- | --------------- | --------------- | --------------- | ------------------ | ------------------ | ------------------ | ----------- | ----------- | ----------- | ------ | ------ | ------ |
| 2020            | Gamba Osaka U-23 | J3              | 11         | 3          |                 | -               | -               |                    | -                  | -                  |             | -           | -           | 11     | 3      |        |
| 2022            | Gamba Osaka      | J1              | 9          | 1          | CG+CdL          | 4+2             | 0               |                    | -                  | -                  |             | -           | -           | 15     | 1      |        |
| 2023            | Fagiano Okayama  | J2              | 24         | 4          | CdL             | 2               | 0               |                    | -                  | -                  |             | -           | -           | 26     | 4      |        |
| 2024            | Gamba Osaka      | J1              | 16         | 3          | CG+CdL          | 1+0             | 0               |                    | -                  | -                  |             | -           | -           | 17     | 3      |        |
| Totale carriera | Totale carriera  | Totale carriera | 60         | 11         |                 | 9               | 0               |                    | -                  | -                  |             | -           | -           | 69     | 11     |        |

### Cronologia presenze e reti in nazionale
| Cronologia completa delle presenze e delle reti in nazionale ― Giappone under 20 | Cronologia completa delle presenze e delle reti in nazionale ― Giappone under 20 | Cronologia completa delle presenze e delle reti in nazionale ― Giappone under 20 | Cronologia completa delle presenze e delle reti in nazionale ― Giappone under 20 | Cronologia completa delle presenze e delle reti in nazionale ― Giappone under 20 | Cronologia completa delle presenze e delle reti in nazionale ― Giappone under 20 | Cronologia completa delle presenze e delle reti in nazionale ― Giappone under 20 | Cronologia completa delle presenze e delle reti in nazionale ― Giappone under 20 |
| Data                                                                             | Città                                                                            | In casa                                                                          | Risultato                                                                        | Ospiti                                                                           | Competizione                                                                     | Reti                                                                             | Note                                                                             |
| -------------------------------------------------------------------------------- | -------------------------------------------------------------------------------- | -------------------------------------------------------------------------------- | -------------------------------------------------------------------------------- | -------------------------------------------------------------------------------- | -------------------------------------------------------------------------------- | -------------------------------------------------------------------------------- | -------------------------------------------------------------------------------- |
| 31-5-2022                                                                        | Fos-sur-Mer                                                                      | Giappone under 20                                                                | 1 – 0                                                                            | Algeria under 20                                                                 | Torneo di Tolone 2022 - 1º turno                                                 | -                                                                                | 90+1’                                                                            |
| 6-6-2022                                                                         | Fos-sur-Mer                                                                      | Giappone under 20                                                                | 1 – 2                                                                            | Colombia under 20                                                                | Torneo di Tolone 2022 - 1º turno                                                 | -                                                                                | 72’                                                                              |
| 10-6-2022                                                                        | Mallemort                                                                        | Argentina under 20                                                               | 3 – 2                                                                            | Giappone under 20                                                                | Torneo di Tolone 2022 - Play-off 5º posto                                        | 1                                                                                |                                                                                  |
| 12-9-2022                                                                        | Vientiane                                                                        | Laos under 20                                                                    | 0 – 4                                                                            | Giappone under 20                                                                | Qualificazioni Coppa d'Asia AFC Under-20 2023                                    | 1                                                                                |                                                                                  |
| 16-9-2022                                                                        | Vientiane                                                                        | Palestina under 20                                                               | 0 – 8                                                                            | Giappone under 20                                                                | Qualificazioni Coppa d'Asia AFC Under-20 2023                                    | 3                                                                                | 58’                                                                              |
| 18-9-2022                                                                        | Vientiane                                                                        | Giappone under 20                                                                | 1 – 0                                                                            | Yemen under 20                                                                   | Qualificazioni Coppa d'Asia AFC Under-20 2023                                    | -                                                                                | 75’ 90+3’                                                                        |
| 17-11-2022                                                                       | San Pedro del Pinatar                                                            | Giappone under 20                                                                | 3 – 2                                                                            | Slovacchia under 20                                                              | Amichevole                                                                       | -                                                                                | 62’                                                                              |
| 19-11-2022                                                                       | San Pedro del Pinatar                                                            | Spagna under 20                                                                  | 0 – 1                                                                            | Giappone under 20                                                                | Amichevole                                                                       | -                                                                                | 68’                                                                              |
| 21-11-2022                                                                       | San Pedro del Pinatar                                                            | Giappone under 20                                                                | 1 – 2                                                                            | Francia under 20                                                                 | Amichevole                                                                       | -                                                                                | 59’                                                                              |
| 3-3-2023                                                                         | Tashkent                                                                         | Giappone under 20                                                                | 2 – 1                                                                            | Cina under 20                                                                    | Coppa d'Asia AFC Under-20 2023 - 1º turno                                        | -                                                                                | 56’                                                                              |
| 6-3-2023                                                                         | Tashkent                                                                         | Kirghizistan under 20                                                            | 0 – 3                                                                            | Giappone under 20                                                                | Coppa d'Asia AFC Under-20 2023 - 1º turno                                        | 1                                                                                | 79’                                                                              |
| 9-3-2023                                                                         | Tashkent                                                                         | Arabia Saudita under 20                                                          | 1 – 2                                                                            | Giappone under 20                                                                | Coppa d'Asia AFC Under-20 2023 - 1º turno                                        | -                                                                                | 72’                                                                              |
| 12-3-2023                                                                        | Tashkent                                                                         | Giappone under 20                                                                | 2 – 0                                                                            | Giordania under 20                                                               | Coppa d'Asia AFC Under-20 2023 - Quarti di finale                                | 1                                                                                | 62’                                                                              |
| 15-3-2023                                                                        | Tashkent                                                                         | Iraq under 20                                                                    | 2 – 2 dts (5 – 3 dtr)                                                            | Giappone under 20                                                                | Coppa d'Asia AFC Under-20 2023 - Semifinale                                      | -                                                                                | 46’                                                                              |
| 24-5-2023                                                                        | La Plata                                                                         | Giappone under 20                                                                | 1 – 2                                                                            | Colombia under 20                                                                | Mondiali Under-20 2023 - 1º turno                                                | -                                                                                | 66’                                                                              |
| 27-5-2023                                                                        | Mendoza                                                                          | Giappone under 20                                                                | 1 – 2                                                                            | Israele under 20                                                                 | Mondiali Under-20 2023 - 1º turno                                                | 1                                                                                | 75’                                                                              |
| Totale                                                                           |                                                                                  | Presenze                                                                         | 16                                                                               |                                                                                  | Reti                                                                             | 8                                                                                |                                                                                  |